# زفتی

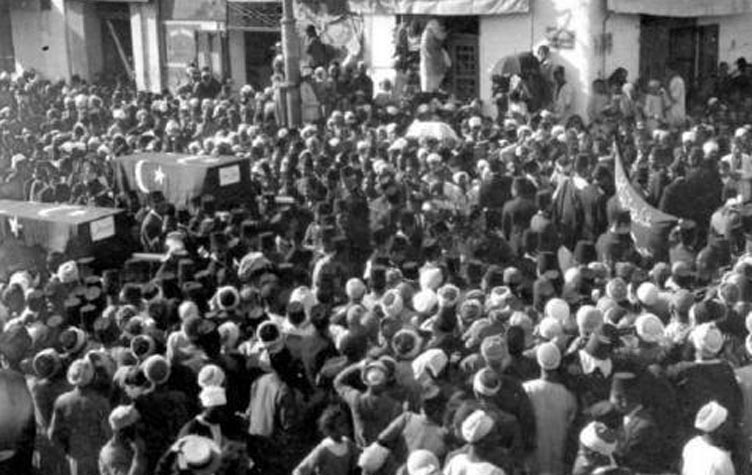
جمهوری زفتی

زفتی نام شهر و شهرستانی در استان غربیه مصر است. 
در انقلاب ۱۹۱۹، یکی از ارتشیان برپایی یک جمهوری به نام جمهوری زفتی را در منطقه اعلام کرد.